# Pistacia falcata
Pistacia falcata är en sumakväxtart som beskrevs av Odoardo Beccari och Martelli.. Pistacia falcata ingår i släktet Pistacia och familjen sumakväxter. Inga underarter finns listade i Catalogue of Life.